# Brigasque (race ovine)
La brigasque est une race ovine élevée dans les Alpes du Sud, principalement dans les Alpes-Maritimes. On trouve également la race sur le versant italien, dans le Piémont et en Ligurie, où elle est nommée fabrosana ou roaschina.

## Histoire
Originaire de la vallée de la Roya et plus précisément du village de La Brigue qui lui a donné son nom, elle aurait été obtenue avec une race autochtone de Provence et des races italiennes, Delle Langhe ou Bergamasque. Au XXIe siècle, 70 % du cheptel brigasque transhume dans le Parc national du Mercantour, son élevage est favorisé par les autorités du parc, mais elle doit cohabiter avec le loup.
La race est considérée comme en danger. En 2014, on compte une petite vingtaine d'éleveurs, majoritairement professionnels, pour un peu moins d'un millier de brebis reproductrices. De nombreux éleveurs élèvent des brigasques en association avec des chèvres ou d'autres races de brebis laitières. L'Association des éleveurs de Brebis Brigasques a été fondée en 2012 pour sauvegarder la race et favoriser son développement. 

## Description
La brigasque est une grande brebis osseuse, cornue et au chanfrein très busqué. Excellente marcheuse elle est très adaptée aux zones de montagne sèche. 
Utilisée en mixte jusque dans les années 1960, c'est aujourd'hui une race laitière qui donne un fromage, la tomme de la Brigue, qui est une pâte pressée non pas formée dans un moule, mais dans une toile, ce qui lui confère une forme de coussin, nommé localement sole. En Italie, elle est appelée Sora. Du petit-lait issu de la fabrication de la tomme est tirée la brousse, consommée fraîche ou affinée sous forme de « brus fort ». La laine est valorisée collectivement en tapis qui sont ensuite commercialisés par les éleveurs.

## La tomme brigasque
La tomme brigasque ou tome de la Brigue, ou tomme de la Brigue, est un fromage à pâte pressée produit à partir de lait de brebis de race Brigasque élevées dans la vallée de la Roya, sur les communes de la Brigue et de Tende. En patois brigasque, ce fromage est appelé « sole ».
Le fromage est fabriqué après chaque traite, le lait légèrement réchauffé est emprésuré sans ajouts de ferments puis décaillé relativement grossièrement en une heure environ.
La pâte est mise en forme dans une toile de lin, la réïola, et pressée pendant une dizaine d'heures sous une planche munie d'un poids. La forme du fromage est rectangulaire ou carrée avec une section ovale.
Ce fromage n’a pas de croûte, sa surface est de couleur crème à orangée ou brun, en évitant une croûte fleurie.
Pour favoriser le séchage, la tomme brigasque est coupée en quartier de quatre à six parts égales, salée au gros sel et ressuyée pendant quelques jours.
Produite de la mi-novembre à fin juillet avec le lait de chaque traite, la Tome de la brigue est vendue fraîche sur le marché de Menton notamment.
Lorsqu'elle n’est pas consommée fraîche après ressuyage, la tomme brigasque est affinée en cave où elle est régulièrement frottée avec un linge ou une brosse.